# Pseudocreobotra
Pseudocreobotra är ett släkte av bönsyrsor. Pseudocreobotra ingår i familjen Hymenopodidae.
Kladogram enligt Catalogue of Life:
| Pseudocreobotra | \| \| Pseudocreobotra amarae \| \| \| \| \| \| Pseudocreobotra ocellata \| \| \| \| \| \| Pseudocreobotra wahlbergi \| \| \| \| |
|                 | \| \| Pseudocreobotra amarae \| \| \| \| \| \| Pseudocreobotra ocellata \| \| \| \| \| \| Pseudocreobotra wahlbergi \| \| \| \| |
|                 | Pseudocreobotra amarae |
|                 | |
|                 | Pseudocreobotra ocellata |
|                 | |
|                 | Pseudocreobotra wahlbergi |
|                 | |

## Bildgalleri

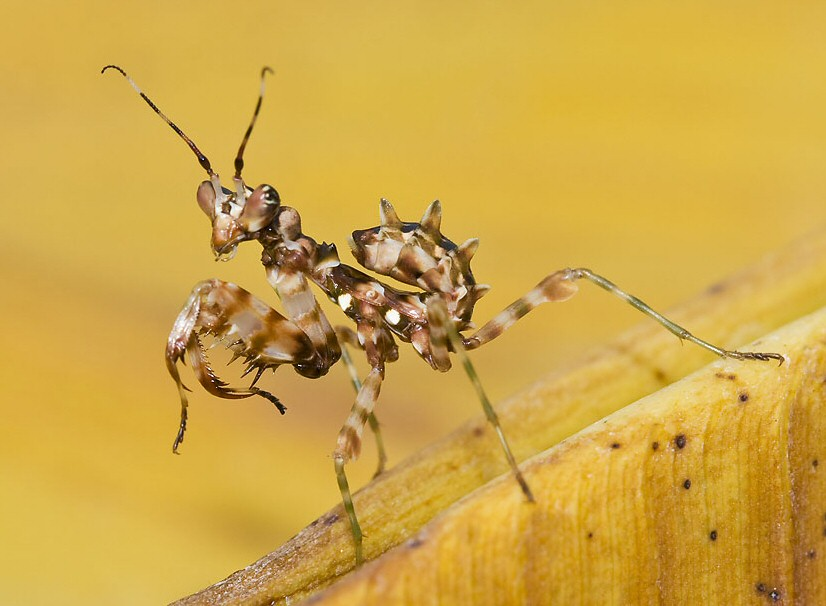
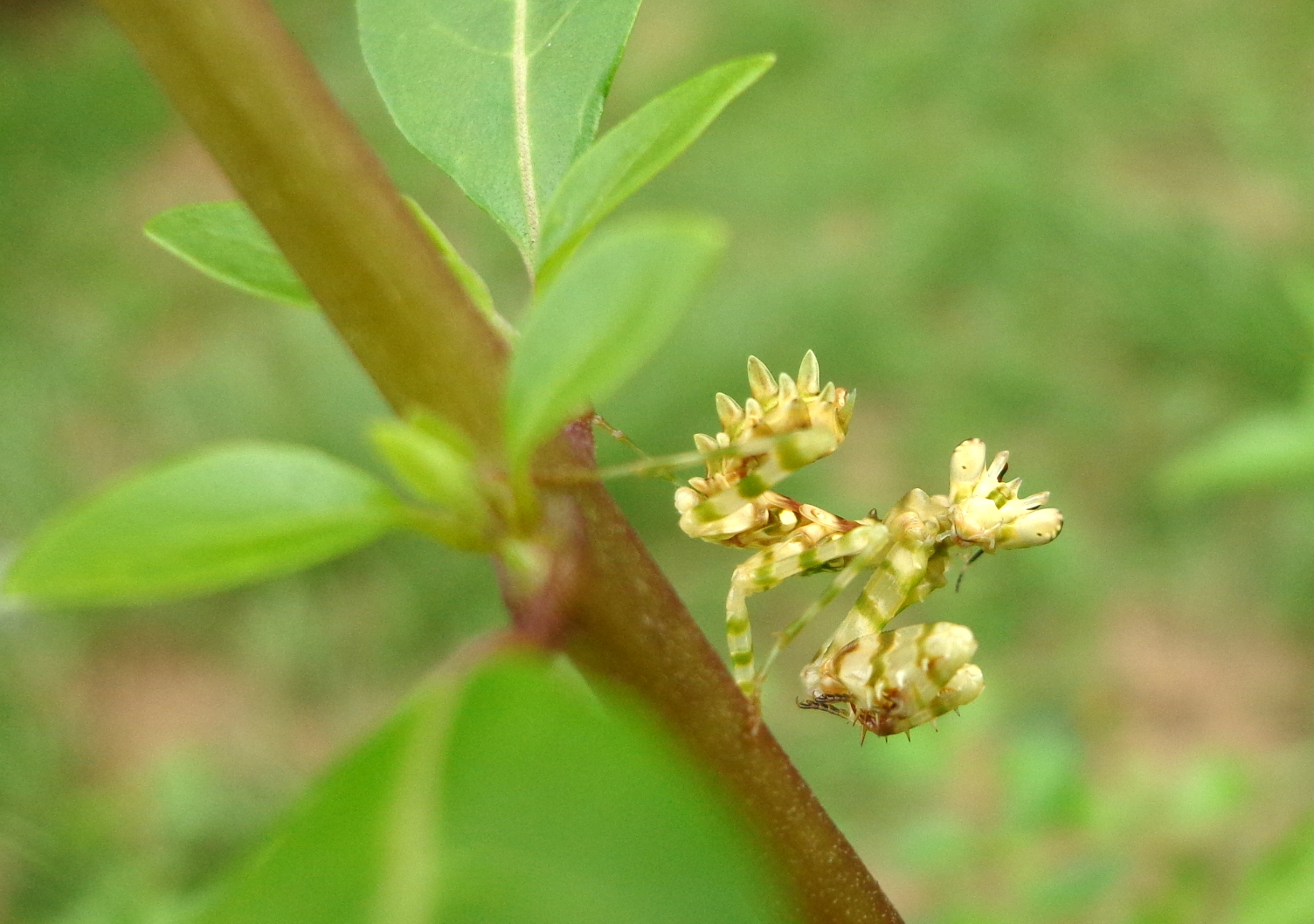
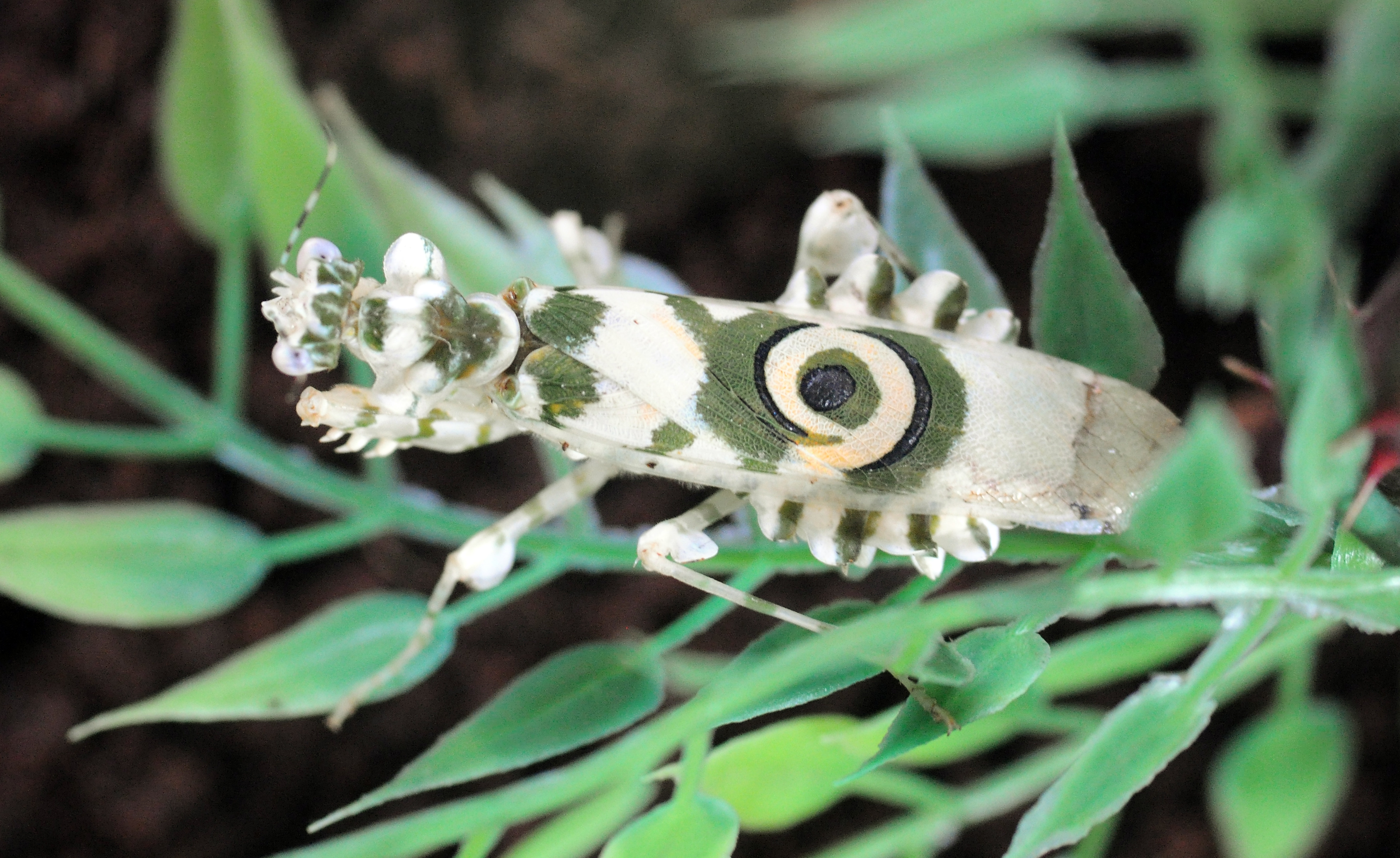
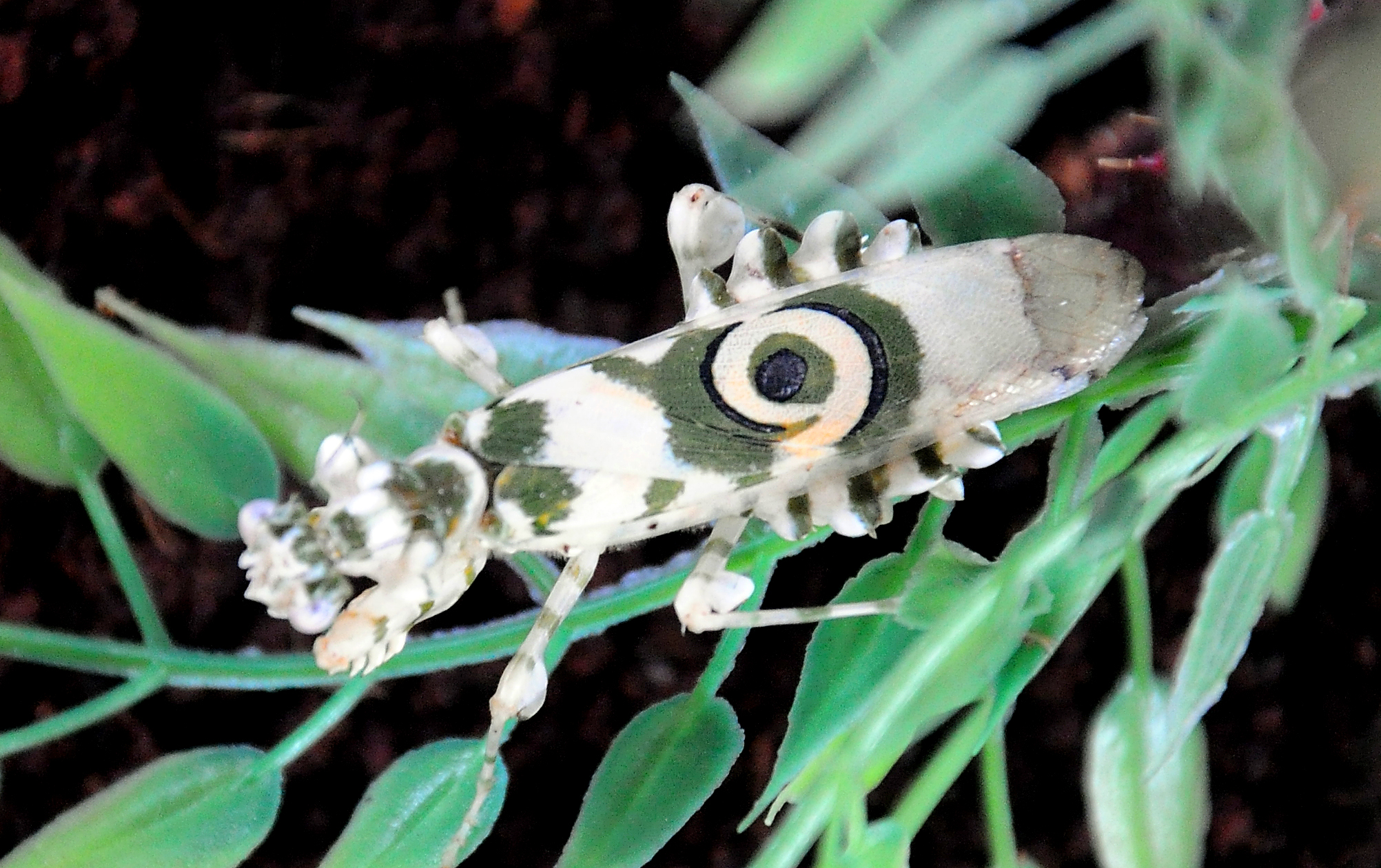
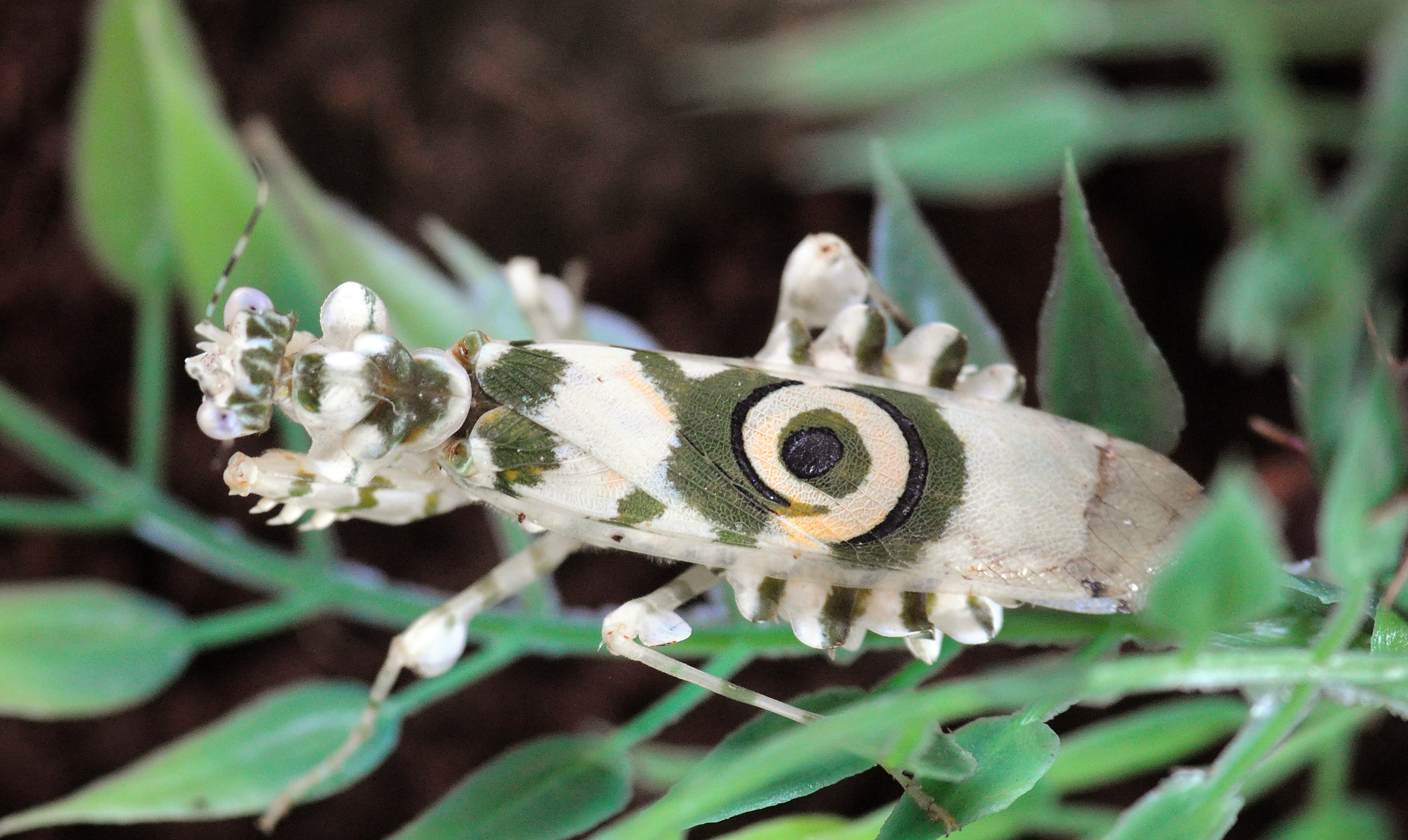
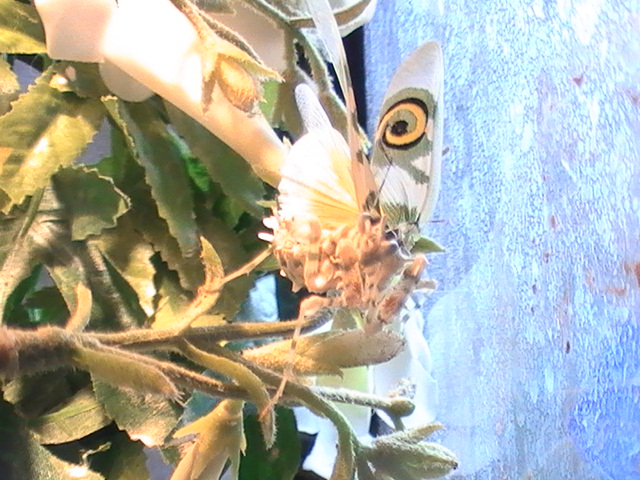